# Инвестициона некретнина
Инвестициона некретнина је некретнина (земљиште или објекат – или део објекта или обоје) коју држи (власник или корисник лизинга у оквиру финансијског лизинга) у циљу остваривања прихода од закупнине или пораста вредности капитала или и једног и другог. 